# Mario Girotti (generale)
Mario Girotti (Torino, 2 settembre 1885 – Roma, 3 novembre 1957) è stato un generale italiano.
Pluridecorato ufficiale del Corpo degli Alpini del Regio Esercito durante la prima guerra mondiale, si distinse anche durante la seconda come comandante del Raggruppamento alpini "Levanna" durante l'attacco alla Francia, della 3ª Divisione alpina "Julia" durante la campagna di Grecia, e della 6ª Divisione alpina "Alpi Graie" in Montenegro. Dopo l'armistizio dell'8 settembre 1943 aderì al Fronte militare clandestino operante nella Capitale, venendo catturato e condannato a morte dai tedeschi. Scampò miracolosamente alla fucilazione per l'arrivo delle truppe americane.

## Biografia
Nacque a Torino il 2 settembre 1885, figlio di Luigi e Cristina Lussiatti. Nominato ufficiale il 14 settembre 1906, prestò servizio in Libia corso nel 1914.
Prese parte, con il grado di capitano e poi di maggiore, alla prima guerra mondiale, venendo decorato con una Medaglia d'argento e una di bronzo al valor militare.
Col grado di maggiore del Battaglione alpini "Monte Antelao", dal dicembre 1918 all’aprile 1919 operò nei lavori di ripristino degli argini del fiume Piave.
Nel 1922 divenne comandante del Battaglione alpini "Susa", assumendo poi il comando del 74º Reggimento fanteria "Lombardia" e poi del 4º Reggimento alpini. Nel gennaio 1931 fu nominato colonnello e lasciò il comando del 4º Reggimento alpini al tenente colonnello Alfredo Silva, assumendo l'incarico di Capo ufficio presso l'Ispettorato delle Truppe Alpine, in sostituzione del colonnello Vincenzo Paolini, rimanendovi fino al 1939.
Promosso generale di brigata, con l'entrata in guerra dell'Italia, avvenuta il 10 giugno 1940, assunse il comando del Raggruppamento alpini "Levanna" schierato nel settore Orco-Baltea-Stura durante l'attacco alla Francia. Il 1º gennaio 1941 assume il comando della 3ª Divisione alpina "Julia" schierata sul confine greco-albanese. In vista dell'inizio della campagna di Grecia l'unità viene inviata nel settore Erseke-Leskoviku. Il disastroso esito dell'offensiva iniziale italiana diretta dal generale Sebastiano Visconti Prasca costrinse ben presto le truppe italiane sulla difensiva, e la "Julia" fu investita il 23 dicembre da un violento attacco greco che durò fino al 31 dicembre, costringendo la Divisione a una nuova ritirata.  Il 15 febbraio 1941 fu elevato al grado di generale di divisione per merito di guerra. Il 15 novembre dello stesso anno assunse il comando della neocostituita 6ª Divisione alpina "Alpi Graie", che a partire dal marzo 1942 iniziò a rischierarsi in Jugoslavia, tra Danilovgrad e Podgorica e nella zona di Nikšić (Montenegro). Il Quartier generale fu stabilito a Danilovgrad, e i reparti della divisione furono subito impegnati in attività antipartigiana. Nel corso del mese di gennaio 1943 la divisione rientrò in Italia, rischierandosi nella Liguria meridionale, a protezione della base navale di La Spezia. Lasciato il comando della divisione al generale Mario Gorlier il 15 agosto 1943, fu distaccato presso il Ministero della Guerra dove fu colto dalla proclamazione dell'armistizio dell'8 settembre. Entrato nel Fronte militare clandestino svolse diverse attività finché non fu arrestato dai nazifascisti. Rinchiuso in carcere fu pesantemente interrogato, e successivamente condannato a morte per fucilazione. La sentenza non poté essere eseguita per l'arrivo delle truppe americane che liberarono la Capitale. Il 17 luglio 1944, nell'ambito del Regio Esercito fu costituito a Roma il Reparto Fronte Clandestino, di cui assunse il comando, con il compito di raccogliere e studiare il materiale relativo alle formazioni partigiane operanti a Roma durante il periodo dell'occupazione tedesca. Al riguardo redasse un documento intitolato Consuntivo attività del Reparto Fronte Clandestino datato 21 febbraio 1945.
Al termine del conflitto risultava decorato con altre due Medaglie d'argento al valor militare, con la Croce di Cavaliere dell'Ordine militare d'Italia, e aveva ottenuto una promozione per meriti di guerra. Successivamente collocato in posizione di riserva, ricoprì varie cariche associative, tra le quali quella di Vicepresidente dell'Unione nazionale ufficiali in congedo d'Italia, iscrivendosi alla sezione romana dell'Associazione Nazionale Alpini, e collaborando a numerose pubblicazioni e riviste.  Si spense a Roma il 3 novembre 1957, ed ai funerali prese parte anche il Maresciallo d'Italia Giovanni Messe. 
Il mattino del giorno 6 la salma giunge a Susa per esservi tumulata, ed alla cerimonia presenziò un Battaglione in armi del 4º Reggimento alpini con la Bandiera Reggimentale, che rese gli onori militari.
Il nome di Mario Girotti figura nell'elenco CROWCASS (Central Registry of War Criminals and Security Suspects) (1947) delle persone ricercate dalla Jugoslavia.

### Annotazioni
1. ↑  Costituito dai Battaglioni "Intra", "Val Brenta" e "Val Cismon".
2. ↑  In sostituzione del colonnello Gaetano Tavoni.
3. ↑  Ben presto sostituito dal generale d'armata Ubaldo Soddu, sotto Capo di Stato Maggiore Generale e Sottosegretario di stato al Ministero della guerra.
4. ↑  Oltre a materiale riguardante singoli militari per la concessione delle relative ricompense al valor militare.

### Fonti
1. 1 2 3 4 5 6 7 8 9 10 11 12  Bianchi 2012, p. 124.
2. ↑  Jowett 2000, p. 6.
3. ↑  Jowett 2000, p. 8.
4. 1 2 3  Mario Avagliano, Il partigiano Montezemolo, Baldini & Castoldi, Milano, 2013
5. ↑  Mario Girotti, Consuntivo attività Reparto Fronte Clandestino, in Giorgio Rochat, Una relazione ufficiale sui militari nella resistenza romana  (PDF), in Il movimento di liberazione in Italia, 1969, n. 96, pp. 88-95.
6. ↑  Bianchi 2012, p. 123.
7. ↑  (Name) CIROTTI Mario; (C.R. File Number) 190934; (Rank, Occupation, Unit, Place and Date of Crime) Lt. Gen., Italian Army, "Alpi Grae"-Div., Savnik Montenegro (Yugo.), 5., 6., 9.42; (Reason wanted) Torture; (Wanted by) Yugo. In: The Central Registry of War Criminals and Security Suspects, Consolidated Wanted Lists, Part 2 - Non-Germans only (March 1947), Uckfield 2005 (Naval & University Press, facsimile edition of the original document); p. 60.
8. ↑  Registrato alla Corte dei Conti lì 6 marzo 1941, registro 7, foglio 228.